# Université de science et de technologie de Pyongyang
L'université de science et de technologie de Pyongyang (Pyongyang University of Science and Technology, ou PUST) est la première université de Corée du Nord financée par des fonds privés, pour un coût de 36 millions de dollars américains. Elle a été fondée, est opérée, et est en partie financée par des associations et des personnes extérieures au pays notamment des Sud-Coréens et des Coréens des États-Unis, à l'initiative du Dr. James Chin-Kyung Kim (en), un Américano-Sud-coréen.

## Présentation
L'université fut planifiée et construite conjointement par des forces des deux Corées, la république populaire démocratique de Corée (Corée du Nord) et la république de Corée (Corée du Sud), avec des contributions de groupes et de personnes d'autres nations, en particulier de Chine et des États-Unis. 
L'initiative est en grande partie financée par des mouvements chrétiens évangéliques. Son lancement était initialement prévu pour 2003 mais le projet fut retardé de plusieurs années et les opérations ont finalement commencé en octobre 2010. L'université a ouvert en septembre 2010.
L'université est située dans la campagne non loin de Pyongyang, elle est dotée d'équipements modernes et accueille plus de 500 étudiants,. L'enseignement y est prodigué par des professeurs étrangers, en langue anglaise.